# Canton de Meyssac
Le canton de Meyssac est une ancienne division administrative française située dans le département de la Corrèze, en région Limousin.

## Histoire
Le canton de Meyssac est l'un des cantons de la Corrèze créés en 1790, en même temps que la plupart des autres cantons français. Il a d'abord été rattaché au district de Brive avant de faire partie de l'arrondissement de Brive-la-Gaillarde.

### Redécoupage cantonal de 2014-2015
Par décret du 24 février 2014, le nombre de cantons du département passe de 37 à 19, avec mise en application aux élections départementales de mars 2015. Le canton de Meyssac est supprimé à cette occasion. Treize de ses quatorze communes sont alors rattachées au canton du Midi corrézien, la dernière (Turenne) étant rattachée au canton de Saint-Pantaléon-de-Larche.

## Géographie
Ce canton était organisé autour de Meyssac dans l'arrondissement de Brive-la-Gaillarde. Son altitude variait de 122 m (Branceilles) à 523 m (Lostanges) pour une altitude moyenne de 261 m.
Trois de ses communes, Collonges-la-Rouge, Curemonte et Turenne, sont labellisées Plus Beaux Villages de France.

## Représentation

### Conseillers d'arrondissement (de 1833 à 1940)
| Période                                  | Période | Identité                                   | Étiquette           | Qualité |
| ---------------------------------------- | ------- | ------------------------------------------ | ------------------- | --- |
| 1833                                     | 1848    | Charles (de) Laramade de Friac (1788-1864) |                     | Propriétaire, ancien maire de Collonges                                                                     |
|                                          |         |                                            |                     | |
| 1895                                     |         | M. Claval                                  | Républicain radical | |
|                                          |         |                                            |                     | |
|                                          | 1937    | M. Sireyjol                                | Radical             | Marchand de vins à Meyssac                                                                                  |
| 1937                                     | 1940    | M. Dumont                                  | Radical             | |
| 1940                                     |         |                                            |                     | Les conseils d'arrondissement ont été suspendus par la loi du 12 octobre 1940 et n'ont jamais été réactivés |
| Les données manquantes sont à compléter. |         |                                            |                     | |

### Conseillers généraux de 1833 à 2015
| Période | Période          | Identité                             | Étiquette    | Qualité |
| ------- | ---------------- | ------------------------------------ | ------------ | --- |
| 1833    | 1848             | Siméon Borie                         |              | Juge de paix de Meyssac Maire de Saint-Bazile-de-Meyssac (1830-1831)                                                                                     |
| 1848    | 1871             | M. Lachaud                           |              | Notaire à Meyssac |
| 1871    | 1879 (décès)     | Casimir Dulmet                       |              | Médecin - Maire de Meyssac (1865-1876) |
| 1879    | 1880             | Victor Borie                         | Républicain  | Juge de paix à Saint-Bazile-de-Meyssac |
| 1880    | 1886             | Henri Ceyrac                         | Droite       | Notaire à Meyssac |
| 1886    | 1898             | Arnauld Dubois                       | Républicain  | Juge de paix à Meyssac Maire de Turenne Député (1889-1893)                                                                                               |
| 1898    | 1901 (démission) | M. Lapetite                          | Républicain  | Pharmacien - Maire de Meyssac |
| 1901    | 1904             | Édouard Lachaud                      | Rad.         | Médecin - Député (1898-1919), conseiller municipal de Malemort                                                                                           |
| 1904    | 1910             | M. Lapetite                          | Républicain  | Pharmacien - Maire de Meyssac |
| 1910    | 1928             | Paul Ceyrac                          | Conservateur | Notaire - Maire de Meyssac (1919-1929) |
| 1928    | 1940             | Maurice Faige                        | Rad.         | Médecin - Maire de Meyssac (1929-1954) Nommé membre de la Commission administrative départementale en 1941 Nommé conseiller départemental en 1942        |
|         |                  |                                      |              | |
| 1945    | 1954 (décès)     | Maurice Faige                        | Rad.         | Maire de Meyssac (1929-1954) |
| 1955    | 1964             | Paul Faige                           | Rad.         | Médecin |
| 1964    | 1994             | Charles Ceyrac (fils de Paul Ceyrac) | UDR puis RPR | Agriculteur Suppléant de Jean Charbonnel (1968-1972) Député (1972-1978) Maire de Collonges-la-Rouge (1977-1988) Président du Conseil général (1985-1992) |
| 1994    | 2015             | Henri Salvant                        | RPR puis UMP | Agriculteur Maire de Chauffour-sur-Vell (1989-2008) |

## Composition
Le canton de Meyssac regroupait quatorze communes et comptait 5 174 habitants au 1er janvier 2012.
| Nom                     | Code Insee | Intercommunalité      | Population (dernière pop. légale) |
| ----------------------- | ---------- | --------------------- | --------------------------------- |
| Meyssac (chef-lieu)     | 19138      | CC Midi Corrézien     | 1 297 (2014)                      |
| Branceilles             | 19029      | CC Midi Corrézien     | 266 (2014)                        |
| Chauffour-sur-Vell      | 19050      | CC Midi Corrézien     | 415 (2014)                        |
| Collonges-la-Rouge      | 19057      | CC Midi Corrézien     | 490 (2014)                        |
| Curemonte               | 19067      | CC Midi Corrézien     | 216 (2014)                        |
| Lagleygeolle            | 19099      | CC Midi Corrézien     | 216 (2014)                        |
| Ligneyrac               | 19115      | CC Midi Corrézien     | 324 (2014)                        |
| Lostanges               | 19119      | CC Midi Corrézien     | 127 (2014)                        |
| Marcillac-la-Croze      | 19126      | CC Midi Corrézien     | 179 (2014)                        |
| Noailhac                | 19150      | CC Midi Corrézien     | 378 (2014)                        |
| Saillac                 | 19179      | CC Midi Corrézien     | 215 (2014)                        |
| Saint-Bazile-de-Meyssac | 19184      | CC Midi Corrézien     | 137 (2014)                        |
| Saint-Julien-Maumont    | 19217      | CC Midi Corrézien     | 185 (2014)                        |
| Turenne                 | 19273      | CA du Bassin de Brive | 822 (2014)                        |

## Démographie
| 1962  | 1968  | 1975  | 1982  | 1990  | 1999  | 2006  | 2011  | 2012  |
| ----- | ----- | ----- | ----- | ----- | ----- | ----- | ----- | ----- |
| 5 340 | 5 070 | 4 704 | 4 642 | 4 628 | 4 673 | 4 949 | 5 130 | 5 174 |